# Habronattus texanus
Habronattus texanus là một loài nhện trong họ Salticidae.
Loài này thuộc chi Habronattus. Habronattus texanus được Ralph Vary Chamberlin miêu tả năm 1924.